# Национално знаме на Кипър
Националното знаме на Република Кипър има правоъгълна форма и представлява контурно изображение на остров Кипър в медно-жълт цвят на бял фон. В долната част са изобразени две кръстосани маслинови клонки в зелен цвят. Белият цвят както и маслиновите клонки символизират мира, а медно-жълтият цвят на изображението на острова се свързва с известното още от дълбока древност богатство на страната с медна руда.
Знамето на Кипър е било прието на 16 август 1960 г. – годината на обявяване на независимостта на Република Кипър. Това е от малкото страни, които имат изображение на територията си върху националното знаме.

## Знаме през годините
- (1922 – 1960)
- (1960)
- (1960 – 2006)